# IncoPack
IncoPack is een Belgisch bedrijf actief in de zuivelsector en o.m. gespecialiseerd in de productie van desserten. De groep, opgericht in 1988 door Gilbert Nijs, is gespecialiseerd in de private label-productie van voedingsmiddelen.

## Activiteiten
Het onderdeel IncoPack en Incorock - gevestigd in Dilsen-Stokkem - produceren UHT-slagroom in spuitbussen, yoghurt en desserts op basis van melkrijst.
Eurodesserts (Beringen) houdt zich bezig met de aanmaak van mousses en puddingen in individuele bekers. Terwijl All Freez (Maasmechelen) een verwerkingsbedrijf is voor diepgevroren visproducten. De vierde poot is Limelco in Zonhoven.

### Limelco
In 2008 werd Limelco uit Zonhoven overgenomen door IncoPack. Het werd opgericht onder de naam Lilac in 1946 en was een fusie van een tiental kleinere zuivelverwerkende bedrijven of melkerijen. Door moeilijkheden en de daaropvolgende reorganisatie in de jaren '90 werd de merknaam verkocht aan Inza. Toch bleef vestiging Lilac zelf bestaan en kende een vlugge heropleving. Het werd overgenomen door de NV Konings, die de naam noodgedwongen moest veranderen in Limelco. Die hielden het in bezit tot in 2008, ze verkochten het door aan IncoPack.
Limelco heeft vijf productielijnen: puddingen en rijstepap in blik, gepasteuriseerde en gesteriliseerde melkdranken in HDPE-flessen, verse kaas, magere kaas, kwarkdesserten en kaasdesserten, verse desserten zoals rijstpudding, vanillepudding, chocolademousse en poedermelk.